# Walther von Lüttwitz

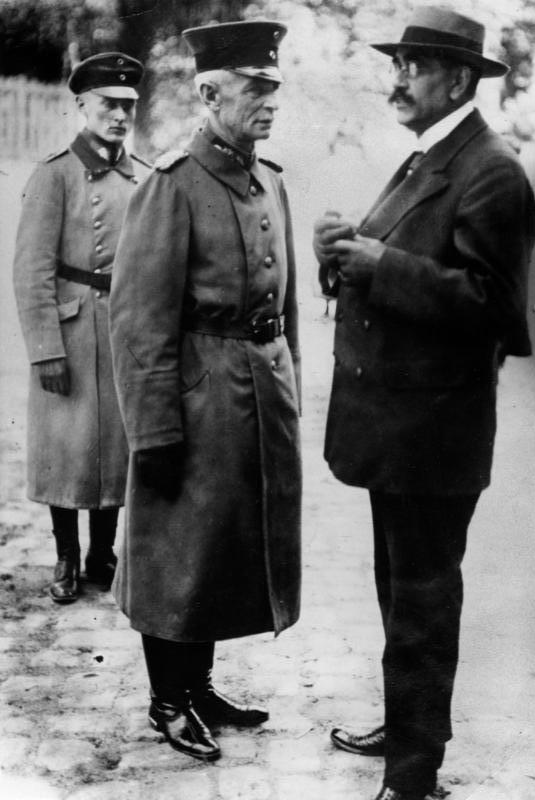
Walther von Lüttwitz (vänster) talar med Gustav Noske, 1920.

Walther von Lüttwitz, född 2 februari 1859 i Bodland nära Kreuzburg i Schlesien, död 20 september 1942 i Breslau, var en tysk general, känd för sin medverkan i Kappkuppen 1920 tillsammans med Wolfgang Kapp.
Lüttwitz blev officer vid infanteriet 1878, överste och regementschef 1907, generalmajor 1911, generallöjtnant 1914 och general av infanteriet 1918. Från 1894 tjänstgjorde han huvudsakligen i generalstaben och var vid första världskrigets utbrott chef för 25:e infanterifördelningen. 1915 fick han befälet över 10:e armékåren i Champagne, blev i augusti 1916 arméstabschef vid 5:e armén och i november samma år chef för 3:e armékåren.
Efter Versaillesfreden 1919 utsågs han av den tillförordnade tyska regeringen till chef för riksförsvaret (Reichswehr) för Berlin med omnejd. Han ledde undertryckandet av spartakistupproret i januari 1919. 
Som många av Reichswehrs medlemmar var Lüttwitz en frispråkig motståndare till Versaillesfreden. Han tyckte särskilt illa om bestämmelserna att reducera den tyska armén till 100 000 man. Han planerade därför att sätta dessa bestämmelser ur kraft. Sedan försvarsminister Gustav Noske avsatt honom från flera poster beslöt han att agera. Han tågade med trupper mot Berlin och startade så Kappkuppen. Den varade blott några dagar och understöddes inte allmänt och misslyckades sedan allmän strejk brutit ut. Lüttwitz flydde därför till Ungern och återvände 1925 sedan han beviljats amnesti.